# Восточнотиморско-малайзийские отношения
Восточнотиморско-малайзийские отношения — двусторонние дипломатические отношения между Восточным Тимором и Малайзией. Государства являются членами Организации Объединённых Наций. Малайзия поддерживает Восточный Тимор в его стремлениях стать одним из членов АСЕАН и демократической страной.

## История
С 1999 года Малайзия участвовала во многих миротворческих миссиях ООН в стране, в частности в операции «Эстьют» во время восточно-тиморского кризиса 2006 года. Малайзия также оказала помощь Восточному Тимору в области развития образовательного уровня населения посредством реализации различных учебных программ и оказания помощи в усилиях по становлению государственного устройства. В настоящее время восточно-тиморцы считают Малайзию образцом для развития своего государства.

## Торговля
Государства в настоящее время работают над расширением масштабов сотрудничества, можно увидеть ощутимые признаки присутствия Малайзии в Восточном Тиморе в виде ресторанов, школы с преподаванием английского языка, поставок строительных материалов и запасных частей для автомобилей. В 2014 году за день до подписания Меморандума о взаимопонимании в области здравоохранения между Малайзийским университетом Сабах и Национальным университетом Восточного Тимора был подписан меморандум о взаимопонимании по вопросам совместного развития и сотрудничества. Объём товарооборота между государствами увеличился с 10 миллионов долларов США в 2012 году до 21,2 миллиона долларов США в 2013 году, и правительство Восточного Тимора выразило заинтересованность в сотрудничестве с малазийскими коллегами в нефтегазовом секторе.

## Дипломатические представительства
- Восточный Тимор имеет посольство в Куала-Лумпуре[11].
- Малайзия содержит посольство в Дили[12].